# Right to Censor
Right to Censor (RTC) (с англ. — «Право на цензуру», в русскоязычном переводе телеканала СТС «Инквизиторы») — группировка в рестлинге, существовавшая в World Wrestling Federation с середины 2000 до середины 2001. Группировка пародировала американский Родительский телевизионный совет, выступавший за исключение насилия и сексуального контента из программы WWF и угрожал устроить бойкот нескольким их спонсорам.
Форма членов группировки Right to Censor представляла собой белые рубашки и тёмные брюк. Входы членов RTC сопровождались не стандартной музыкальной темой, а звуком пронзительных сигналов тревоги, с основным ритмом свинг-джаза, вместе с монотонным голосом, повторяющим слово «предупреждение» снова и снова.

## История

### Создание и фьюды
Стивен Ричардс развязал фьюд с группировкой Acolytes и Братьями Дадли, используя столы. К нему присоединились Булл Бьюкенен и Папочка (в прошлом Крёстный Отец), Вэл Венис и Айвори.
На SummerSlam 2000, Стивен Ричардс, Булл Бьюкенен и Папочка выиграли командный поединок против Too Cool (Гранд Мастер Сексей и Скотти 2 Хотти) and Рикиши. На Unforgiven, RTC (уже с Вэл Венисом) одолели APA и Братьев Дадли. На 2001 Royal Rumble, они проиграли командные пояса WWF Эджу и Кристиану.

### Распад
WrestleMania X-Seven стала началом конца группировки, когда Булл Бьюкенен, Вэл Венис и Папочка проиграли APA и Тэззу. 26 апреля 2001 на SmackDown! Стивен Ричардс, Булл Бьюкенен, Вэл Венис и Папочка не смогли вчетвером одолеть Гробовщика, а позже окончательно распались 24 мая 2001.

## Достижения
- World Wrestling Federation
  - Командный чемпион мира (1 раз) — Бьюкенен и Папочка[4]
  - Чемпион мира WWF среди женщин (1 раз) — Айвори[4]